# خميس لطفي
خميس لطفي (- 2010) شاعر عربي فلسطيني ولد في النصيرات وسط قطاع غزة من أسرة مهاجرة من فلسطين المحتلة عام 1948، وقضى طفولته الأولى في دير البلح ثم نزح منها عام 1968 إلى الأردن بعد احتلال القطاع.
أكمل تعليمه الجامعي في أوروبا وحصل على بكالوريوس في الهندسة الإلكترونية، وعمل مهندسا للاتصالات في السعودية.
هو عضو في الجمعية الدولية للمترجمين واللغويين العرب.

## مؤلفاته
بدأ كتابة الشعر في مراحله الدراسية الأولى وله قصائد كثيرة منها: المهاجر، زمان الكفاح، النسر يأكل قلبي، الآخرون، ولديه ثلاث مجموعات شعرية هي: «وطني معي» و«عد غداً أيها الملاك» و«فوق خط التماس».

## وفاته
توفي في عمان إثر نوبة قلبية في أيلول 2010.